# 倫科山
14°45′45″S 72°50′42″W / 14.76250°S 72.84500°W
倫科山（Lunq'u），是秘魯的山峰，位於該國南部安塔班巴省、拉烏尼翁省和帕里納科查斯省，屬於安第斯山脈的一部分，海拔高度約5,224米。